# 布基納法索—朝鮮關係
布基納法索－朝鮮關係，是指西非國家布基納法索與東亞國家朝鮮民主主義人民共和國之間的雙邊關係。目前兩國在對方的首都都沒有設置大使館，对布基纳法索的外交业务曾由北韩驻塞内加尔大使馆兼辖，然而朝鮮曾在布基納法索首都瓦加杜古駐有大使。

## 歷史
兩國的外交關係在冷戰時期最為活躍。1970年代中期，朝鮮在第二任上伏塔共和國（布吉納法索舊國名）總統桑古爾·拉米扎納上校統治期間向該國軍隊提供軍事裝備。在冷戰時期朝鮮也向布國提供農業和技術援助。1983年，經軍事政變上台的上沃爾特第五任總統、布基納法索第一任總統托馬斯·桑卡拉與朝鮮簽署協議，朝鮮繼續對布基納法索提供軍事援助拉。桑卡拉是一名馬克思主義革命家，他先後數次往平壤訪問，他於1983年3月13日以總理的身份造訪，在1985年9月3日以總統的身份造訪 。1987年8月，朝鮮與布基納法索友好協會成立。
桑卡拉的繼任者布萊斯·孔波雷在1987年以軍事政變上台後，兩國的關係依然緊密。1988年9月，孔波雷訪問平壤。1980年代後期，雙方進行了多次合作，例如朝鮮在庫杜古興建了一個露天劇場，以及雙方簽署了一項互換產品的貿易協定，布基納法索提供棉花和礦產，而朝鮮則提供農業機械。冷戰結束後，雙方的外交活動不再跟以往一樣活躍，但有一些合作計劃仍然在繼續。1998年，北韓在布基納法索完成了五座小型水庫的建設。
2009年，當時為聯合國安理會非常任理事國的布基納法索對聯合國安理會第1874號決議投了贊成票，支持進一步對朝鮮實施經濟制裁。布基納法索代表在發言中表示，該國投下支持票是基於布基納法索致力於一個無核武器的世界。
其后，羅克·馬克·克里斯蒂安·卡波雷执政下的布基纳法索更于2017年宣布与北韩断交，直到2023年双边关系才实现正常化。

## 貿易額
2016年，兩國雙邊的貿易額達到3400萬美元，令布基納法索成為朝鮮第七大貿易夥伴。